# 尼克爾·阿什米德
尼克爾·阿什米德（Nickel Ashmeade，1990年4月7日—）是一名牙买加男子短跑运动员，擅长100米和200米，赢得2013年和2015年世界田径锦标赛，以及2016年奥运会4×100米接力金牌。

## 外部連結
- 尼克爾·阿什米德在国际奥林匹克委员会的资料
- 尼克爾·阿什米德在的頁面
- 尼克爾·阿什米德的Facebook專頁
- A Focused Nikel Ashmeade Runs Into The Spotlight